# 郭秉衡
郭秉衡（1918年—1950年10月1日），中國共產黨員，福建福州人，台灣省保安司令部政工處第一科中校科員，因洪國式吸收入中共中央台灣地工組織從事間諜活動，1950年10月1日槍決於台北市馬場町刑場。

## 生平
郭秉衡，福建省福州市人，1944年江西中正大學政治系畢業，1946年任江西省浮梁縣政府秘書，戰後負責東北行轅政治委員會專員，1947年任秘書處第一科科長，國共內戰國民政府節節敗退，1948年郭秉衡擔任南京市民食調配處督導室主任。1949年時認識洪國式，受洪國式吸收加入共產黨，1949年4月南京解放時與共軍辦理交接，並受中共第二野戰軍任命為軍政大學第二總隊軍需會計。
1949年洪國式赴北平，同年9月中共中央局聯絡部派任洪國式轉移至香港研究日本及台灣問題，1949年12月洪國式、郭秉衡奉命來台從事社會調查工作，並發展擴大組織，郭秉衡在情工組負責蒐集軍事情報及策反海空陸軍。
郭秉衡來台後任台灣省保安司令部政工處第一科中校科員，將保安司令部圖書館軍室接收總報告中四張地圖包含台灣省公路網、公路網、澎湖交通網、花蓮港地圖，盜走交給洪國式。張禮大為郭秉衡在東北行轅同事，來台後在基隆市政府任職。郭秉衡吸收張禮大加入洪國式小組，再由張禮大介紹曾在基隆市政府工作的王平，王平時任台灣氣象所技士。兩人分別提供基隆港統計資料、基隆市與省政府通用電訊密碼、氣象電碼等資料，由郭秉衡交給洪國式，並協助辦理交通員劉光典入境證，並且受洪國式之命替陳琦作保。
1949年11月，國防部保密局接獲香港組及台灣省諜報組織查報，中共為加緊攻台之準備，派遣幹員潛台活動，於1949年12月偵悉洪國式自港來台曾於空軍新生社探詢楊文亮之所在，遇保密局人員包文有，包文有見其面生言語唐突，即向臺灣省保安司令部報告，臺灣省保安司令部於是派遣陳琦、包文有、楊文亮與洪國式接觸。探得該組織內部情資後於1950年2月28日，在台北車站假裝查驗遊民身份之名，將洪國式等十餘人帶往警局詢問，並假借洪身分不符需人作保，得郭秉衡、鄒曙之情資，復以需要行賄方得放人引誘其供出多人。1950年3月1日在台北、基隆、台中將其餘人逮捕歸案，僅劉光典逃亡。中共中央社會部台灣地下工作組織洪國式小組宣告瓦解。

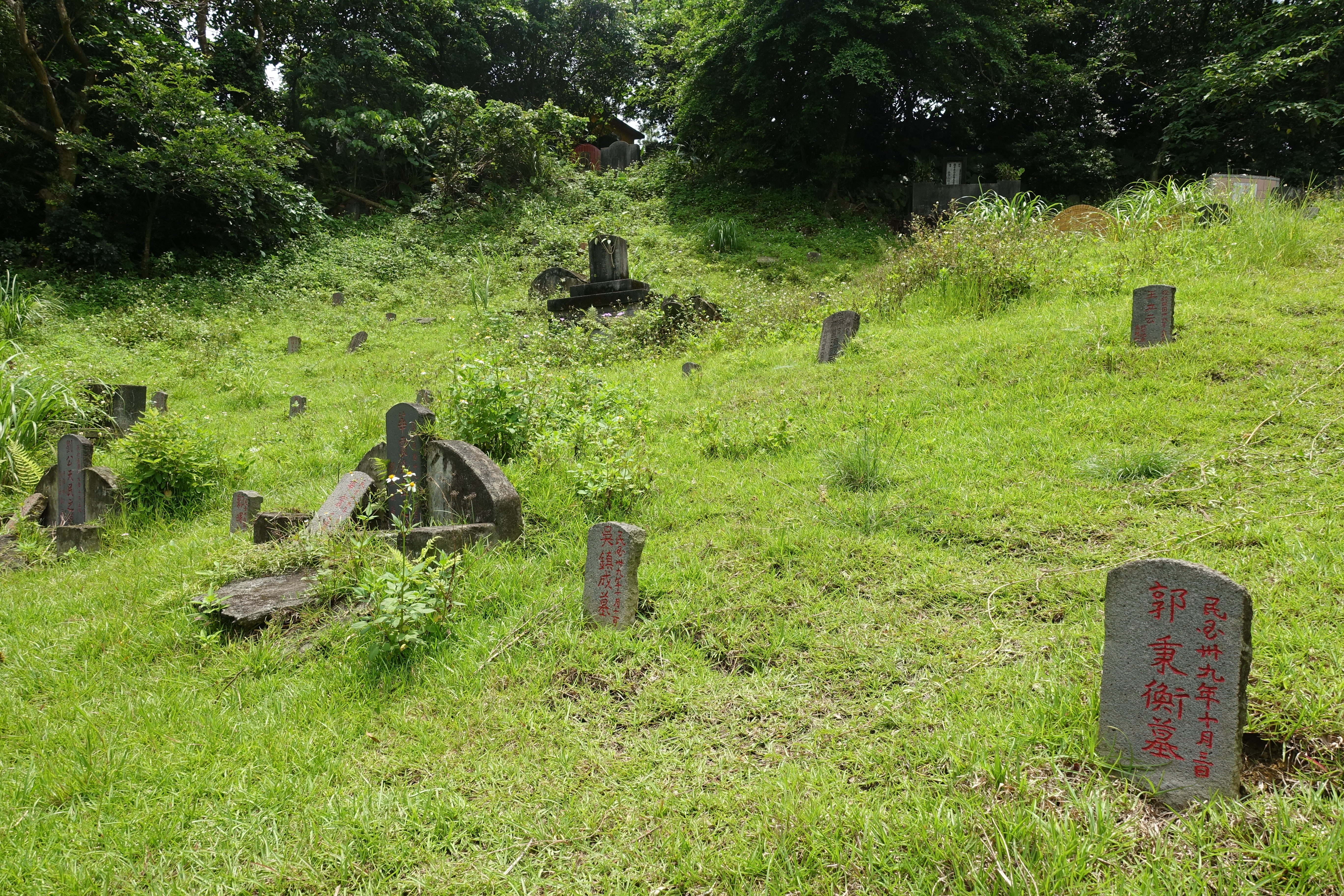
郭秉衡之墓

1950年7月14日中共中央社會部台灣地下工作組織中劉全禮、郭秉衡、張禮大、王平、鄒曙、華震、劉天民、江德興、胡玉麟同案九人因叛亂罪判處死刑，1950年10月1日槍決於台北市馬場町刑場
。